# Verdigny
Verdigny ist eine französische Gemeinde mit 318 Einwohnern (Stand: 1. Januar 2022) im Département Cher in der Region Centre-Val de Loire. Sie gehört zum Arrondissement  Bourges und zum Kanton  Sancerre.

## Lage
Verdigny liegt etwa 45 Kilometer nordöstlich von Bourges. Umgeben wird Verdigny von den Nachbargemeinden Sury-en-Vaux im Norden, Saint-Satur im Osten, Sancerre im Süden und Osten sowie Menetou-Râtel im Westen.

## Bevölkerungsentwicklung
| Jahr                       | 1962 | 1968 | 1975 | 1982 | 1990 | 1999 | 2006 | 2017 |
| Einwohner                  | 315  | 323  | 310  | 303  | 299  | 271  | 279  | 309  |
| Quellen: Cassini und INSEE |      |      |      |      |      |      |      |      |

## Sehenswürdigkeiten

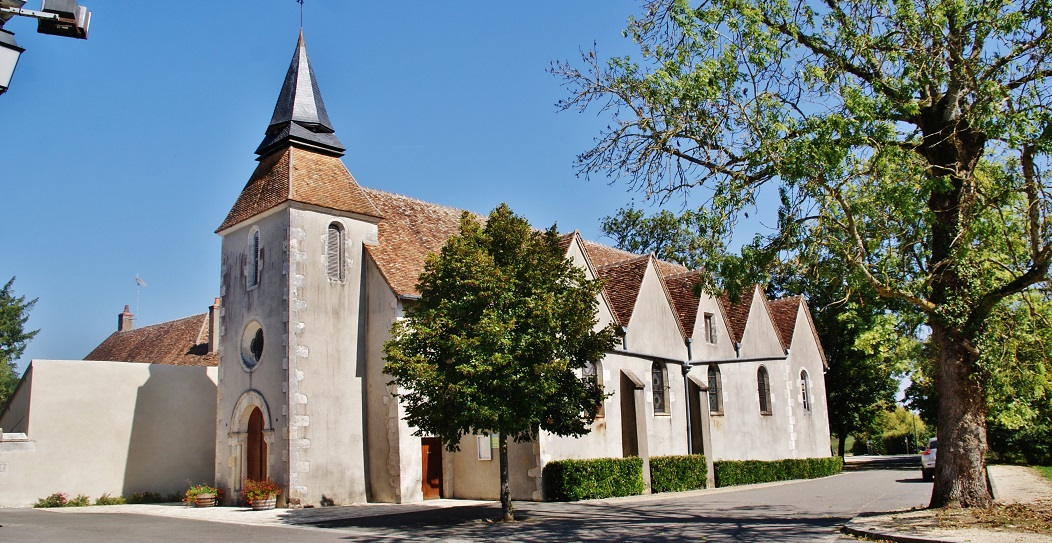
Kirche Saint-Pierre

- Kirche Saint-Pierre
- Ehemalige Windmühle